# Whangārei Harbour

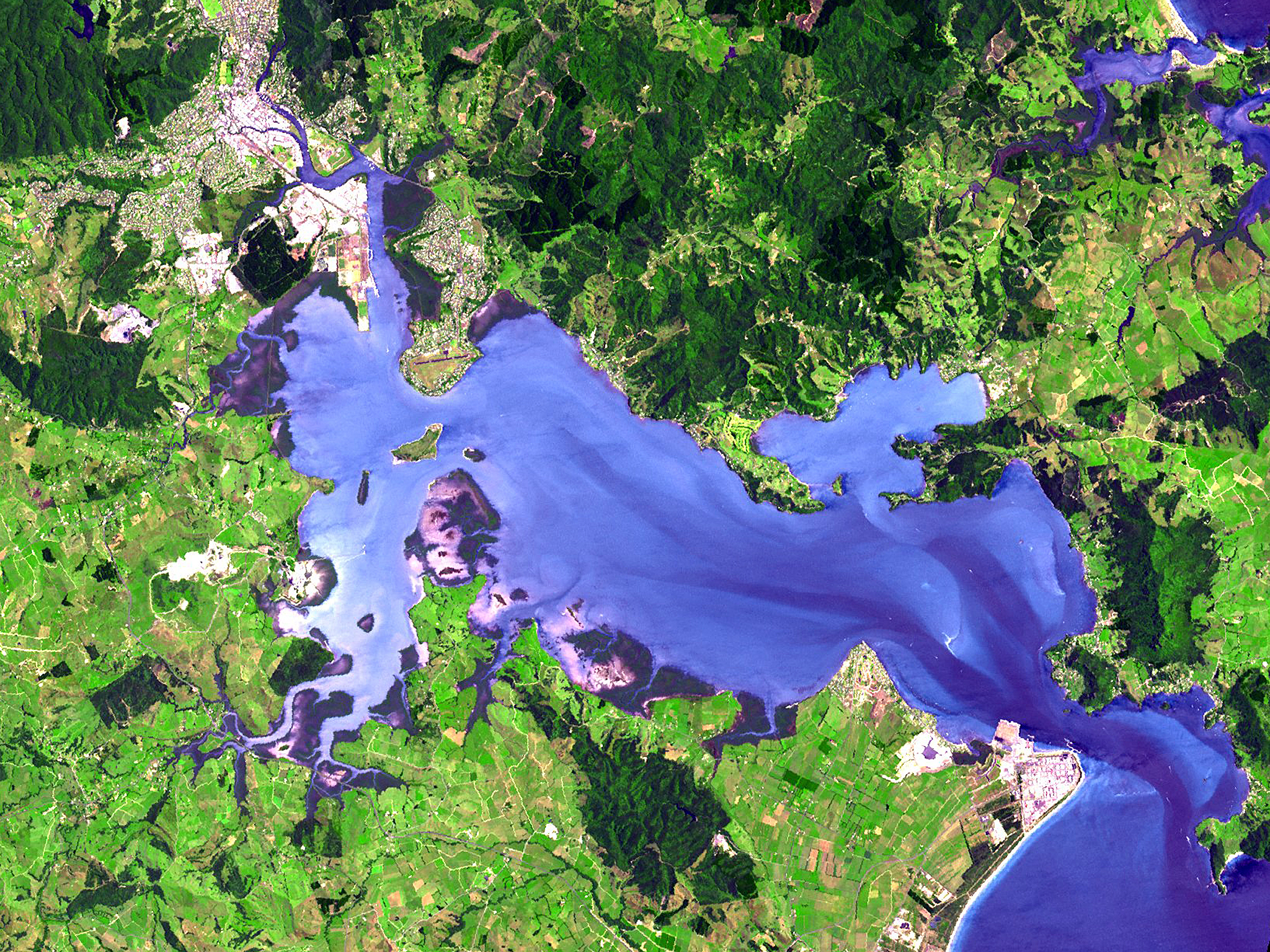
Whangārei Harbour, Satellitenaufnahme der NASA

Der Whangārei Harbour ist ein Naturhafen im nördlichen Teil der Ostküste der Nordinsel von Neuseeland.

## Geographie
Der rund 105 km² große und im Durchschnitt 4,4 m tiefe Whangārei Harbour befindet sich unmittelbar südöstlich der Stadt Whangārei, die Verwaltungssitz der Region Northland ist und zu der der Naturhafen gehört. Das Gewässer ist in seiner südöstlichen Ausdehnung rund 20 km lang und misst an seiner breitesten Stelle rund 4 km. Der westliche in Nord-Süd-Ausdehnung befindliche Teil, erstreckt sich über rund 8 km. Der Naturhafen entwässert mit seinen Zuflüssen, von denen der Hātea River und der Mangapai River die größten sind, ein rund 300 km² großes Gebiet. Bei Niedrigwasser ist noch eine Fläche von rund 55 km² des Hafengebietes mit Wasser bedeckt.
Mit zu dem Naturhafen zählen die Parua Bay und die Munro Bay, die sich beide im nordöstlichen Teil des Gewässers befinden und die Marsden Bay, die an dem südlichen Ufer zu finden ist. Zu den größten Inseln im Hafengebiet gehören Limestone Island und Rat Island.
Bevor der Whangārei Harbour an der Ostküste in die Bream Bay mündet, passiert er die Enge zwischen Marsden Point im Süden und die Whangārei Heads im Norden.

## Naturräume
Die Landschaft des Whangārei Harbour besteht aus Sandbänken, felsigen Riffen, den Gezeiten unterworfenen Kanälen, Rinnen und Flächen, Salzwiesen und Seegras bewachsenen Uferbereiche sowie Mangroven-Gebiete, in denen vorzugsweise halbwüchsiges Buschwerk zu finden ist. Mit seiner Naturlandschaft zählt das Gewässer zu den zehn wichtigsten Naturhäfen des Landes für Vögel, die in Wattgebieten leben.

## Meeresschutzgebiet
Im Whangārei Harbour wurden im Jahr 2006 zwei Meeresschutzgebiete eingerichtet. Sie werden vom Department of Conservation (DOC) kontrolliert und betreut.

### Waikaraka
Das 227,5 Hektar große Gebiet befindet sich direkt östlich angrenzend zur Halbinsel, auf der sich der Flughafen von Whangārei befindet. Es besteht fast ausschließlich aus Mangroven und gezeitenabhängigen Schlammflächen und wird von vier kleinen Streams durchzogen. In Verbindung mit dem seichen und langsam fließenden Wasser gibt das Gebiet zahlreichen Fischen, Muscheln, Krabben, Garnelen und Wattwürmern ausreichenden und idealen Lebensraum. Verschiedene Fischarten, wie Makrelen, Kahawai oder Eastern Nannygai, leben zeitweise in den Gewässern. Auch geben die Mangroven zahlreichen Watt- und Seevögeln geschützten Lebensraum.

### Motukaroro
Das Motukaroro-Meeresschutzgebiet, das sich an der Meerenge gegenüber dem Marsden Point befindet, hat hingegen eine Größe von 26,2 Hektar und besitzt damit lediglich 1/8 der Größe des Waikaraka-Meeresschutzgebietes. Dafür weist es mit seinen Riffs für Dreiflossen-Schleimfische und Nacktkiemer ideale Lebensbedingungen auf. Auch Seenadeln (pipefish) und graue Meeräschen (grey mullet) sind in Ufernähe zu finden. In dem Meeresschutzgebiet befindet sich die kleine, 175 m lange und 65 m breite Insel Motukaroro Island, dessen Südseite 30 m tief in den Tiefwasserbereich des Naturhafens abfällt. Die ständige Meeresströmung in Kombination mit den Riffs gibt unter anderem Filtrierern, Seeanemonen und Schwämmen idealen Lebensraum.